# El Comercial
El Comercial: Revista mercantil y agrícola. Órgano de la Cámara Oficial de Comercio, Industria y Navegación de Tarragona va ser una revista fundada l'any 1892 per Lluís Arís i Negre. Amb una periodicitat setmanal. Impresa a Tarragona, majoritàriament en castellà. De caràcter mercantil i agrícola, es caracteritzà per no mostrar cap tipus de tendència política i social. Els seus lectors, bàsicament, eren persones vinculades a la Cambra Oficial de Comerç, Indústria i Navegació de Tarragona. La importància de la revista rau en la informació que oferia sobre els aspectes econòmics de la província.
El darrer número va ser el publicat el 31 de desembre de 1937.

## Història
El Comercial va veure la llum l'any 1892 i es va publicà fins a l'any 1937.
El seu fundador fou Lluís Arís i Negre. La redacció estava ubicada al carrer Méndez Núñez, núm.4 i s'imprimia a l'impremta Francesc Arís i Fill.
Malgrat no mostrar cap tendència política i social, es va erigir en canvi, com a òrgan d'expressió de caràcter informatiu per als seus afiliats i adquireix un cert to reivindicatiu davant disposicions governamentals que perjudiquessin els interessos dels afiliats.
Es distribuïa principalment per la província de Tarragona, també de franc a les ambaixades, delegacions i consolats de l'Estat espanyol, a les cambres de comerç, estatals i exteriors, i als centres estrangers d'informació comercial.
Dedicava especial atenció a temes vinculats amb l'economia tarragonina i, per extensió, a la resta de l'Estat. Incloïa disposicions d'interès per als comerciants i naviliers, el moviment del port, que era la secció més important, amb les entrades de vaixells i els anuncis de les cases que desitjaven càrrega, un reguitzell de consells destinats a oferir respostes puntuals a problemes propis de l'agricultura... S'ha de constatar, però, que la major part del textos eren extrets d'altres revistes similars.
Seccions de la revista: "Junta de obras del Puerto de Tarragona-Almacenes generales de comercio", "Editorial", "Sección oficial", "Legislación nacional", "Tráfico del puerto", "Crónica", "Agricultura y ganadería", "Mercados", "Publicidad".
L'any 1918 El Comercial fou comprat pels germans Bonet, Macià Mallol i Pere Lloret. Moment en què passà a ser òrgan de la Cambra de Comerç, quan aquesta era presidida per Macià Mallol. En aquest període es va afegir el subtítol: «Revista mercantil i agrícola» I va tenir com a directors a: Jaume Gil i Vernet, secretari de la Cambra i quan aquest es va traslladar a Madrid, passà a dirigir-la Francesc Cubells Florentí, també funcionari de la institució. La seu de l'administració i redacció es trobava a la Plaça Olózaga, núm.10 de Tarragona.
A la Biblioteca Hemeroteca Municipal de Tarragona es conserva físicament part de la col·lecció.

## Aspectes tècnics
Presentava, en un inici, el següent format: 4 pàgines de 41x28 cm a 4 columnes. Amb el temps aquest format va canviar i a l'any 1930 en concret en el núm.1319 les mides de les pàgines van passar a ser de: 22x32 cm i el nombre de pàgines 24 més la coberta. Consta que en aquell moment s'imprimia a la impremta Guttemberg (Rambla Castelar de Tarragona) i després a Suc. de Torres & Virgili. Quan la publicació va desaparèixer, durant la Guerra Civil espanyola s'imprimia a Ventura Altès i alguns dels seus textos eren publicats en català.
Pel que fa a les il·lustracions s'han de destacar les de la coberta amb una panoràmica del port de Tarragona i l'escut de la ciutat, obra de l'artista Aymamí. Després fou canviada per la dibuixada per l'artista tarragoní Roig Rodon. També es podria parlar d'il·lustracions vinculades als anuncis publicitaris, d'escassa significació i de tipus marginal, basades en la reproducció de motius o anagrames de les cases comercials.
Pel que fa al preu de la publicació: Fins al 23-V-1931: Tarragona (trimestre, 3 pessetes; província (semestre), 7 pessetes; resta de l'estat (any), 15 pessetes; estranger (20 pessetes). A partir del 24-V-1931, Tarragona (trimestre) 4,50 pessetes, província (semestre), 10,50 pessetes; resta de l’Estat (any), 22,50 pessetes; estranger, 30 pessetes.
Segons Josep P. Virgili i Sanromà, la col·lecció d’El Comercial era guardada a les oficines de la Cambra de Comerç (edifici de les 7 portes a la plaça Olózaga), durant la Guerra Civil hi caigueren 7 bombes, que deixaren l'edifici a cel obert, amb la col·lecció del setmanari exposada, fet que propicià que es malmetés per les inclemències del temps.